# Sport Club Sorocabano
O Sport Club Sorocabano foi um clube brasileiro de futebol da cidade de Sorocaba, interior do estado de São Paulo. Fundado em 7 de setembro de 1903, suas cores eram vermelho e branca.

## História
O Sorocabano ou "diabo rubro", como ficou conhecido, foi uma das primeiras equipes de futebol da cidade de Sorocaba fundado no dia 7 de setembro de 1903 por jovens idealistas, inspirados no Club Athletico Sorocabano, adotando as cores vermelha e branca em seus uniformes. Sua sede era localizada à Rua São Bento (área central da cidade de Sorocaba) e chegou a possuir campo próprio. 
Em 1909 houve uma reunião entre a diretoria e sócios do Fortaleza e do S.C. Sorocabano para que os dois clubes se fundissem, porem a ideia não foi pra frente e os dois clubes seguiram separados.
Foi o primeiro clube sorocabano a trazer o Corinthians para Sorocaba, em 1918, disputando um amistoso onde o alvinegro goleou por 8x1, com dois gols de Neco.
Foi uma equipe da alta sociedade sorocabana do início do século XX. Filiou-se mais tarde a APSA (Associação Paulista de Sports Athleticos) e passou a disputar os campeonatos do interior organizados por esta entidade. Foi durante longos anos uma das maiores agremiações futebolísticas de Sorocaba tendo como maior rival o Esporte Club São Bento. Após algumas décadas, o Sorocabano entrou em decadência e acabou abandonando o futebol, tornando apenas um clube social e posteriormente extinto no início dos anos 1950.

## Títulos

### Basquete
- Campeonato Paulista do Interior Masculino: 1947 e 1950